# 名草戸畔
名草 戸畔（なぐさとべ - 伝 紀元前663年6月）は、日本書紀や和歌山市の伝承に登場する、神武東征と戦った人物である。伝承によると女性。
名草戸畔は日本書紀での名で、地元では名草姫（なぐさひめ）とも。一説に、名草戸畔とは特定の人物の名ではなく、「名草の長」という地位を表す言葉であるという。また、姥（トメ）を由来とする説、アイヌ語で乳を意味する「トペ」が女性の族長を示す言葉となり、そこからトベに訛ったと考える説もあったとされる 。

名草邑（のちの名草郡あたり、現在の和歌山市名草山周辺）の統治者だった。しかし、神武東征で進軍中だったイワレヒコ（のちの神武天皇）との戦いで戦死した。
名草戸畔の死後は、代わって紀氏が紀伊を治めた。紀氏は、自らの系図で名草戸畔を遠縁に位置づけることで、正当性を主張した。

## 日本書紀
日本書紀では、「巻第三 神武天皇即位前紀 戊午年六月」冒頭の
| 「 | 六月乙未朔丁巳 軍至名草邑 則誅名草戸畔者〈戸畔 此云妬鼙〉 （鼙は鼓の下に卑） （旧暦6月1日、軍が名草邑に着き、そこで名草戸畔という名の者〈戸畔はトベと読む〉を誅殺した。） | 」 |

が、名草戸畔や名草邑に関する唯一の記述である。
紀元前660年とされる神武天皇即位の3年前のことで、神武の兄五瀬命の死の後、狭野を越え熊野神邑から再度海路を征く前の話である。

## 伝承
地元の伝承は次のように伝える。
熊野古道を現海南市に少し入ったそばのクモ池周辺が戦場になった。名草戸畔はここで殺され、頭、胴、足（脚の意か）が切り離された。
名草の住民により、頭は宇賀部（うかべ）神社（別名おこべさん）、胴は杉尾神社（別名おはらさん）、足は千種神社（別名あしがみさん）に埋葬された。
和歌山市のいくつかの神社は名草姫命（名草戸畔）と名草彦命を祀っており、その本社は吉原の中言神社である。名草姫命と名草彦命の関係は姉弟である。